# Xavier Iauko
Xavier Emmanuel Harry Iauko, dit souvent Xavier Harry par patronymie, né le 9 septembre 1987, est un homme politique vanuatais.

## Biographie
Issu de la communauté francophone de l'île de Tanna, il obtient un brevet de technicien supérieur (BTS) en maintenance, et est embauché comme ingénieur en maintenance d'aéronefs. Son père Harry Iauko est plusieurs fois ministre de 2010 à sa mort en 2012, et l'un de ses frères aînés, Pascal Iauko, est député de 2013 jusqu'à sa condamnation pour corruption en 2015. Sa mère est la petite-fille de Wallisiens arrivés dans les années 1950 dans ce qui est alors le condominium des Nouvelles-Hébrides (actuel Vanuatu) pour y travailler comme ouvriers agricoles sur les plantations de copra de colons français. Antoine Wright, oncle maternel de Xavier Iauko, et son oncle paternel Iaris Naunun sont également députés.
Xavier Iauko se présente avec l'étiquette du groupe Iauko (fondé par son père) aux élections législatives vanuataises de 2020 et est élu député de Tanna au Parlement de Vanuatu. Son frère aîné Anthony Iauko entre en même temps au Parlement comme député de Port-Vila pour l'Union des partis modérés. Il est réélu en 2022, de même que son frère Anthony,.
Le 12 août 2024, à l'occasion d'un remaniement ministériel, il entre au gouvernement de Charlot Salwai comme ministre de l'Agriculture, de l'Élevage, de la Sylviculture, des Pêcheries et de la Biosécurité, succédant à Nako Natuman.